# Hem och stat
Hem och stat är Selma Lagerlöfs tal vid den internationella rösträttskongressen i Stockholm, juni 1911. Talet ingår i skriftsamlingen Troll och människor.